# Alessandra Giungi
Alessandra Giungi (Roma, 5 maggio 1966) è un'ex judoka italiana.

## Biografia
Nata a Roma nel 1966, ha iniziato a praticare judo a 8 anni. Durante la carriera agonistica ha sempre combattuto nella classe di peso dei 52 kg.
Già a 21 anni ha ottenuto i primi successi internazionali, vincendo nel 1987 la medaglia di bronzo sia agli Europei di Parigi sia ai Mondiali di Essen.
Nel 1988 è diventata campionessa europea a Pamplona e ha partecipato alle gare delle Olimpiadi di Seul 1988, dove il judo femminile era solo sport dimostrativo, vincendo la medaglia di bronzo.
L'anno successivo ha vinto un argento Mondiale a Belgrado 1989, perdendo in finale contro la britannica Sharon Rendle.
Nel 1991 è stata bronzo europeo a Praga, ma soprattutto si è laureata campionessa mondiale a Barcellona, prendendosi la rivincita in finale su Sharon Rendle.
A 26 anni ha preso parte di nuovo ai Giochi olimpici, quelli di Barcellona 1992, che stavolta assegnavano medaglie, uscendo ai quarti di finale contro la giapponese Noriko Mizoguchi, poi argento, e perdendo poi la finale per una delle due medaglie di bronzo con la cinese Li Zhongyun. Nello stesso anno ha vinto il 3º bronzo europeo, a Parigi, ottenendo lo stesso risultato nel 1993 ad Atene.
Nel 1994 ha vinto l'argento agli Europei di Danzica, battuta in finale dalla polacca Ewa Larysa Krause. L'anno successivo è ritornata campionessa europea, a Birmingham, battendo nell'ultimo atto la belga Heidi Goossens.
A 30 anni ha vinto l'ultima medaglia internazionale, un argento agli Europei de L'Aia, dove è stata battuta di nuovo dalla rivale Sharon Rendle, e ha partecipato ancora ai Giochi, quelli di Atlanta 1996, uscendo ai sedicesimi del tabellone principale contro la sudcoreana Hyun Sook-hee, poi argento, e ai quarti di finale del ripescaggio con l'argentina Carolina Mariani.
Dopo il ritiro è diventata allenatrice, facendo da tecnico anche a Rosalba Forciniti, bronzo a Londra 2012.

### Vita privata
È zia di Emanuele Bruno anch'egli judoka .

## Palmarès

### Campionati mondiali
- 3 medaglie:
  - 1 oro (52 kg a Barcellona 1991)
  - 1 argento (52 kg a Belgrado 1989)
  - 1 bronzo (52 kg a Essen 1987)

### Campionati europei
- 8 medaglie:
  - 2 ori (52 kg a Pamplona 1988, 52 kg a Birmingham 1995)
  - 2 argenti (52 kg a Danzica 1994, 52 kg a L'Aia 1996)
  - 4 bronzi (52 kg a Parigi 1987, 52 kg a Praga 1991, 52 kg a Parigi 1992, 52 kg ad Atene 1993)